# Cyphacanthus atipus
Cyphacanthus es un género monotípico de plantas con flores perteneciente a la familia Acanthaceae. Su única  especie: Cyphacanthus atipus Leonard, es una hierba natural de Colombia.

## Taxonomía
Cyphacanthus fue descrita por el botánico estadounidense Emery Clarence Leonard y publicado en Contributions from the United States National Herbarium 31(2): 283–284, f. 103 en el año 1953.